# Brookings, Oregon
Brookings är en ort i Curry County i delstaten Oregon, USA.